# HMS Scourge (G01)
HMS Scourge (G01) là một tàu khu trục lớp S được Hải quân Hoàng gia Anh Quốc chế tạo trong Chương trình Khẩn cấp Chiến tranh để phục vụ trong Chiến tranh Thế giới thứ hai. Sống sót qua cuộc chiến tranh, nó được chuyển giao cho Hải quân Hoàng gia Hà Lan vào tháng 2 năm 1946 như là chiếc HNLMS Evertsen (D802), được cải biến thành một tàu frigate nhanh năm 1957 và phục vụ cho đến năm 1963.

## Thiết kế và chế tạo
Scourge được chế tạo tại xưởng tàu của hãng Cammel Laird ở Birkenhead, và được đặt lườn vào ngày 26 tháng 6 năm 1941. Nó được hạ thủy vào ngày 8 tháng 12 năm 1942 và nhập biên chế cùng Hải quân Hoàng gia vào ngày 14 tháng 7 năm 1943.

## Lịch sử hoạt động

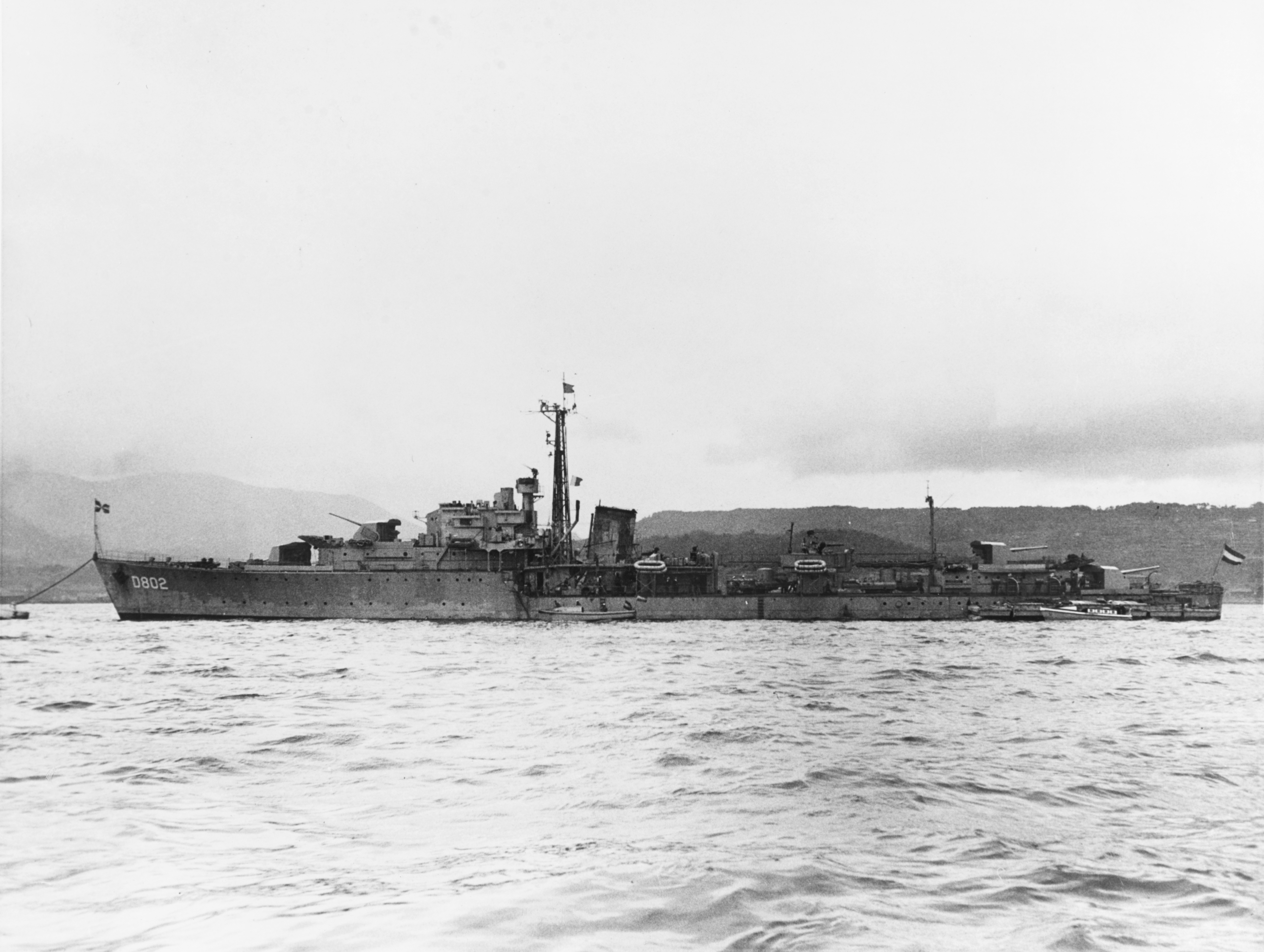
HNLMS Evertsen (D802) tại Yokosuka vào năm 1951.

Scourge đã có mặt trong Trận chiến mũi North vào năm 1943, đang khi hộ tống đoàn tàu Vận tải Bắc Cực JW 55B đi sang Nga; nó đã không tham gia trực tiếp vào trận chiến.
Sau chiến tranh nó được bán cho Hải quân Hoàng gia Hà Lan vào ngày 1 tháng 2 năm 1946 và được đổi tên thành HNLMS Evertsen (D802). Trong Chiến tranh Triều Tiên, nó nằm trong thành phần Lực lượng Đặc nhiệm 96 thuộc Đệ thất Hạm đội của Hài quân Hoa Kỳ, và đã tham gia Trận chiến ngoại vi Pusan. Nó được cải biến thành một tàu frigate nhanh vào năm 1957, và tiếp tục phục vụ cho đến khi bị tháo dỡ tại Hendrik-Ido-Ambacht vào tháng 7 năm 1963.